# 馬儒
马儒（5世纪—501年），為古代高昌国的君主，他於496年至501年在位。496年，高昌国人将高车王阿伏至罗册立的高昌王張孟明殺害，擁立马儒为高昌王。
鞏顧礼为左長史，麴嘉为右長史。497年，派遣司馬王体玄到北魏朝貢，请求高昌国举国迁住内地。北魏孝文帝接受了马儒的请求，派遣明威将軍韓安保接纳，割伊吾五百里地，供馬儒居住。馬儒派遣鞏顧礼、麴嘉迎接韓安保，出高昌国境四百里，而韓安保不至。鞏顧礼等回高昌，韓安保亦回伊吾。韓安保派遣韩兴安等十二人出使高昌，馬儒再遣鞏顧礼和世子马义舒迎接韩安保。至高昌境外百六十里白棘城。而高昌本地人眷恋本土，不愿东迁，相勾结杀死马儒而立麹嘉为王。